# Кабанов, Александр Сергеевич
Алекса́ндр Серге́евич Каба́нов (14 июня 1948, Москва — 30 июня 2020, Кремёнки, Калужская область) — советский ватерполист, советский и российский ватерпольный тренер. Заслуженный мастер спорта СССР (1972). Заслуженный тренер России (2000).

## Биография
Родился 14 июня 1948 года в Москве.
Вырос на Крестьянской заставе в Москве. В школьные годы увлекался баскетболом, играл в сборной школы.
В 1966 году окончил школу с серебряной медалью. В 1972 году окончил экономический факультет МГУ. Выпускник Армянского государственного института физической культуры (1984), полковник. Член КПСС с 1978 года.
Автор книги «Мяч на воде» (1988).
В мае 2001 года его имя появилось в Зале славы мирового плавания.

## Спортивная карьера
Водным поло начал заниматься в 10 лет. Первый тренер — Адольф Пастухов.
Первые шаги в спорте делал в ватерпольной ДЮСШ Мосгороно. В 1963 году в возрасте 15 лет завоевал свою первую золотую медаль чемпиона СССР: команда Мосгороно выиграла чемпионат страны среди юношей.
В 1966 году приглашён в команду мастеров МГУ. С 1975 года выступал за клуб ЦСК ВМФ.
Двукратный олимпийский чемпион (1972, 1980), чемпион мира (1975, 1982) и Европы (1983), победитель международного турнира «Дружба-84» (1984), многократный чемпион СССР в составе команд МГУ (1972—1974) и ЦСК ВМФ (1975—1978, 1980, 1983, 1984).
Обладатель Кубка европейских чемпионов 1973, 1976, Кубка обладателей кубков Европы 1980, 1982, Суперкубка Европы 1976, 1980, 1982. Победитель Универсиад 1970, 1973. Участник Олимпийских игр 1976 (8-е место).

## Тренерская карьера
С 1985 года на тренерской работе.
Главный тренер мужской сборной команды СССР — бронзового призёра Олимпиады 1988, чемпиона Европы 1985 и 1987, тренер Объединённой команды на Олимпийских играх 1992, завоевавшей бронзовые медали, сборной команды России — бронзового призёра Олимпийских игр 2004, серебряного призёра Олимпийских игр 2000, победителя чемпионата мира 1994 и 2001, Кубка мира 1995 и 2002, Мировой лиги 2002. Главный тренер команды мастеров по водному поло «Штурм-2002».
С апреля 2009 года по октябрь 2012 года — главный тренер женской сборной России. С 2016 года до смерти — главный тренер женской команды по водному поло «КИНЕФ-Сургутнефтегаз» (Кириши).
Награждён орденами Дружбы народов (1980), Октябрьской революции (1985), Дружбы (2001), медалью «За трудовое отличие» (1972).
Похоронен на Митинском кладбище в Москве (уч. 64).